# Сергий (Гришин)
Архиепи́скоп Се́ргий (в миру Алексе́й Никола́евич Гри́шин; 12 января 1889, Шимозеро, Лодейнопольский уезд, Олонецкая губерния — 14 октября 1943, Москва) — епископ Русской православной церкви, архиепископ Горьковский и Арзамасский.

## Биография
Родился 12 января 1889 года в крестьянской семье. Под руководством престарелого священника учился читать и писать. Священник понимал, что способности Алексея требуют богословского образования, и благословил его на учёбу в духовное училище.
К тому времени скончался отец, и Алексей Гришин лишился материального обеспечения. Пешком, почти без денег юноша отправился в Петрозаводск. Чтобы прожить, он взялся за тяжёлую работу, но благодаря помощи добрых людей был вскоре всё-таки устроен в Петрозаводское духовное училище, после окончания которого поступил в Олонецкую духовную семинарию.
По окончании духовной семинарии в 1911 году 22-летний Алексей Гришин как наиболее одарённый и трудолюбивый ученик был направлен для продолжения образования в Санкт-Петербургскую духовную академию, на государственное содержание.
На третьем курсе пострижен в монашество. 6 мая 1914 года рукоположён в сан иеромонаха.
В 1915 году направлен на фронт военным полковым священником, из-за чего провёл два года на IV курсе и окончил академию в 1916 году.
В августе 1919 г. по ходатайству настоятеля Пафнутьева Боровского монастыря архимандрита Алексия (Житецкого) включен в братию монастыря и назначен наместником обители. По благословения патриарха Тихона Священный Синод по ходатайству епископа Боровского Алексия указом от 21 января/ 3 февраля 1920 г. постановил удостоить отца Сергия сана архимандрита, беря во внимание его религиозно-просветительную деятельность и труды на пользу обители.
В 1925—1927 годах находился в стороне от церковной жизни.
6 мая 1927 года был хиротонисан в сан епископа Серпуховского. Назначен управляющим делами Временного патриаршего Священного синода, являлся помощником заместителя Патриаршего местоблюстителя митрополита Сергия (Страгородского).
С 16 апреля 1928 года — епископ Олонецкий и Петрозаводский.
С 18 мая 1928 года — епископ Полтавский. 22 апреля 1930 года возведён в сан архиепископа. В 1931 году временный управляющий Днепропетровской епархии.
С 3 апреля 1932 года — архиепископ Киевский.
С 9 июля 1934 года после переноса административного Украинского экзархата в Киев назначен архиепископом Харьковским. В связи с тем, что экзарх митрополит Константин (Дьяков) не смог сразу переехать в Киев, 5 ноября 1934 года назначен архиепископом Вышгородским, викарием Киевской епархии.
С 18 февраля 1935 года — архиепископ Владимирский. Прибыл на кафедру с несколькими священниками из Киевской епархии. Служил в храме святого Никиты Мученика, бывшем тогда кафедральным собором.
Период его управления кафедрой ознаменовался уникальным по тому времени явлением — всё это время при канцелярии епархии действовало, как потом говорил архиепископ, «нечто вроде академии по повышению общего и богословского образования служителей культа», которую посещало по 4-8 человек. Лекции читал епископ Ювеналий (Машковский), незадолго до этого вернувшийся из обновленчества, где имел сан митрополита, и административно высланный из Ленинграда профессор Платон Васенко.
18 апреля (по другим данным, 26) 1936 года в числе 18 клириков Владимирской епархии был арестован во Владимире. Архиепископ Сергий проходил как главный обвиняемый. У него из квартиры были конфискованы: церковная библиотека, пишущая машинка и другие предметы нелегальной духовной академии. Само же дело было направлено на рассмотрение Особого совещания при НКВД СССР. 21 сентября он был осуждён Особым совещанием при НКВД СССР за «контрреволюционную деятельность» на пять лет исправительно-трудовых лагерей. Заключение отбывал в Ухтижемлаге, работал конюхом. Освобождён по отбытии срока 26 апреля 1941 года.
Осенью 1941 года вернулся в Москву. До эвакуации из Москвы митрополит Сергий смог получить для него разрешение на регистрацию в качестве викария Московского митрополита, с присвоением титула «Можайский». С этим титулом он был указан в завещании митрополита Сергия, составленном 12 октября 1941 года, как 2-й кандидат на должность Патриаршего местоблюстителя.
В октябре 1941 года сопровождал митрополита Сергия (Страгородского) при эвакуации патриархии в Ульяновск, в начале 1942 года вернулся в Москву.
С ноября — декабря 1941 года — архиепископ Горьковский и Арзамасский.
20 мая 1942 года назначен архиепископом Харьковским и Ахтырским, экзархом Патриархии «в областях Украины, освобождаемых от фашистской оккупации». Однако Харьковская военная операция того года провалилась, и по ходатайству депутации горьковской православной общины 13 июля 1942 года он был восстановлен на Горьковской кафедре.
8 сентября 1943 года участвовал в Архиерейском соборе в Москве, где стал одним из трёх постоянных членов Священного синода при патриархе. На Соборе патриарх Сергий назвал его: «Преосвященный, едущий на Украину».
Скончался в Москве 14 октября 1943 года от брюшного тифа, которым проболел пять дней. Отпевание архиепископа Сергия состоялось 16 октября в Николо-Хамовническом храме в Москве, после чего гроб с телом был перевезён на Введенское кладбище и после литии погребён недалеко от могилы митрополита Трифона (Туркестанова) (23 уч.).
Впоследствии на могиле архиепископа Сергия поставили памятник из чёрного мрамора, где в надгробной надписи титул «архиепископ Горьковский» был заменён на «архиепископ Нижегородский».